# Liste der Baudenkmäler in Bergeborbeck
Die Liste der Baudenkmäler in Bergeborbeck enthält die denkmalgeschützten Bauwerke auf dem Gebiet von Essen-Bergeborbeck, Stadtbezirk IV, in Nordrhein-Westfalen (Stand: Januar 2016). Diese Baudenkmäler sind in der Denkmalliste der Stadt Essen eingetragen; Grundlage für die Aufnahme ist das Denkmalschutzgesetz Nordrhein-Westfalen (DSchG NRW).

| Bild                                       | Bezeichnung                                | Lage                                           | Beschreibung                                           | Bauzeit   | Eingetragen seit   | Denkmal- nummer |
| ------------------------------------------ | ------------------------------------------ | ---------------------------------------------- | ------------------------------------------------------ | --------- | ------------------ | --------------- |
| Ehem. Kruppsche Konsumanstalt, Wohngebäude | Ehem. Kruppsche Konsumanstalt, Wohngebäude | Leimgardtsfeld 24–28 / Stolbergstraße 67 Karte | spätes Gebäude der ehemaligen Kruppschen Konsumanstalt | 1930      | 13. September 1990 | 622             |
| Dreifaltigkeitskirche                      | Dreifaltigkeitskirche                      | Stolbergstraße 67 Karte                        | Architekt: Horst Loy                                   | 1956–1959 | 21. November 2019  | 988             |